# Öjersjö
Öjersjö is een plaats in de gemeente Partille in het landschap Västergötland en de provincie Västra Götalands län in Zweden. De plaats heeft 2739 inwoners (2005) en een oppervlakte van 137 hectare.
Hockeyclub Partille SC speelt in Öjersjö.